# Naturdenkmäler in Südtirol
Schutz und Pflege der Naturdenkmäler in Südtirol fallen in den Aufgabenbereich der Abteilung Natur, Landschaft und Raumentwicklung der Südtiroler Landesverwaltung.
Als Naturdenkmal ausgewiesen werden einzelne natürliche Objekte, die wegen ihrer Eigenart und Seltenheit oder ihres landschaftsprägenden Charakters bedeutsam sind. Die Landesverwaltung unterscheidet drei Klassen: geologische Naturdenkmäler (etwa Schluchten, Erdpyramiden, Gesteinsformationen, Findlinge), botanische Naturdenkmäler (etwa einzelne Bäume oder sonstige Gewächse, Baumgruppen) und hydrologische Naturdenkmäler (etwa Wasserfälle, Seen, Gletscher). Ein Gesamtverzeichnis sämtlicher geschützter Naturdenkmäler Südtirols ist auf der Website der Abteilung Natur, Landschaft und Raumentwicklung frei zugänglich.